# Uhunoma Osazuwa
Uhunoma Naomi-Pauline Osazuwa (* 23. November 1987 in Oakland, Kalifornien) ist eine ehemalige nigerianisch-US-amerikanische Leichtathletin, die sich auf den Siebenkampf spezialisiert hat und auch im Hochsprung an den Start ging. 2016 wurde sie Afrikameisterin im Siebenkampf und im Jahr zuvor siegte sie bei den Afrikaspielen in Brazzaville.

## Sportliche Laufbahn
Erste internationale Erfahrungen sammelte Uhunoma Osazuwa, die an der Syracuse University sowie an der University of Michigan studierte, im Jahr 2011, als sie bei der Sommer-Universiade in Shenzhen mit 5589 Punkten auf den elften Platz gelangte. Anschließend musste sie ihren Mehrkampf bei den Afrikaspielen in Maputo vorzeitig beenden und gewann im Hochsprung mit 1,80 m die Silbermedaille hinter ihrer Landsfrau Doreen Amata. Im Jahr darauf gewann sie bei den Afrikameisterschaften in Porto-Novo in 13,61 s die Bronzemedaille im 100-Meter-Hürdenlauf hinter der Senegalesin Gnima Faye und Amina Ferguen aus Algerien und belegte im Siebenkampf mit 5126 Punkten den fünften Platz. Anschließend nahm sie an den Olympischen Sommerspielen in London teil und musste dort ihren Mehrkampf erneut vorzeitig beenden. 2015 wurde sie bei den Weltmeisterschaften in Peking mit 5951 Punkten 18. im Siebenkampf und anschließend siegte sie mit 5892 Punkten bei den Afrikaspielen in Brazzaville. Im Jahr darauf siegte sie mit 6153 Punkten bei den Afrikameisterschaften in Durban und nahm anschließend erneut an den Olympischen Sommerspielen in Rio de Janeiro teil und wurde dort mit  4916 Punkten 28. Daraufhin beendete sie ihre aktive sportliche Karriere im Alter von 28 Jahren.
In den Jahren 2011 und 2015 wurde Osazuwa nigerianische Meisterin im Siebenkampf.

## Persönliche Bestzeiten
- 100 m Hürden: 13,28 s (+1,4 m/s), 26. Mai 2012 in Ottawa
- Hochsprung: 1,87 m, 30. Juli 2015 in Warri
- Siebenkampf: 6153 Punkte, 25. Juni 2016 in Durban (nigerianischer Rekord)
  - Fünfkampf (Halle): 4206 Punkte, 10. Februar 2012 in Geneva